# Máy rửa bát

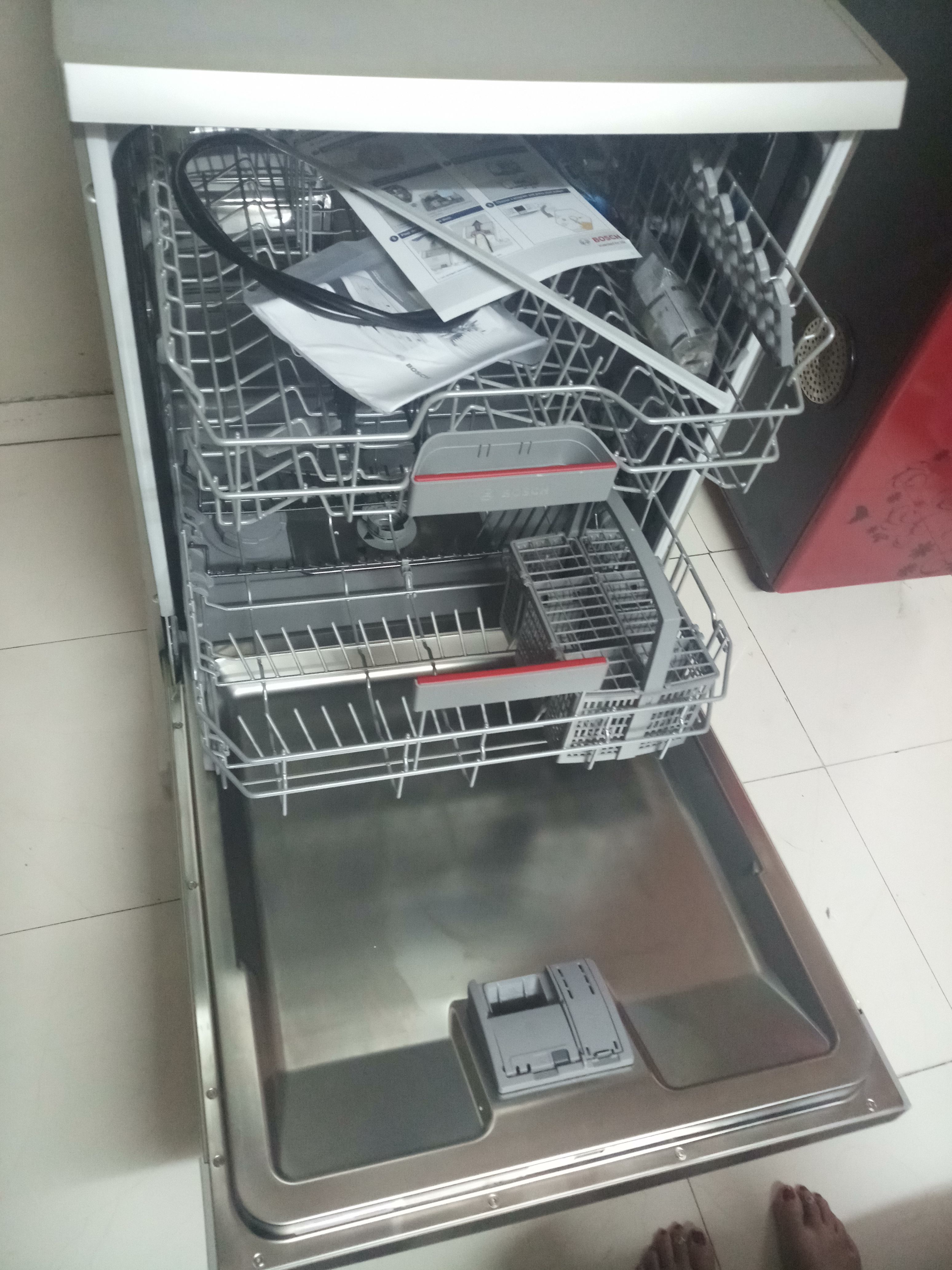
Máy rửa chén đang mở

Máy rửa bát (tiếng Anh: dishwasher) hay máy rửa chén là một chiếc máy dùng để làm sạch bát, đĩa và dao, muỗng, nĩa một cách tự động. Không giống với việc rửa chén bát bằng tay thường dùng miếng mút xốp bọt biển chà rửa vật lý để loại bỏ chất bẩn, máy rửa chén cơ học làm sạch bằng cách phun các tia nước nóng vào chén bát, thường là từ 45 và 75 °C (110 và 170 °F), các vật dụng mỏng nhẹ sẽ áp dụng chế độ nhiệt thấp hơn.
Hỗn hợp gồm nước và chất tẩy rửa dành riêng cho máy rửa chén được bơm vào một hoặc nhiều cánh quạt phun xoay, phun vào chén đĩa bằng hỗn hợp làm sạch. Sau khi rửa xong, nước được rút hết, nhiều nước nóng hơn vào bồn bằng phương pháp cơ điện van điện từ, và chu trình súc rửa bắt đầu. Sau khi chu trình rửa kết thúc và nước được rút hết, chén đĩa được sấy khô bằng một trong số các phương pháp sấy. Điển hình là nước làm bóng chén đĩa (rinse-aid), một hóa chất để giảm áp lực bề mặt của nước, hạn chế các vệt nước từ nước cứng hoặc các nguyên do khác.
Ngoài thiết bị dùng trong gia đình, máy rửa chén công nghiệp được ra đời để đáp ứng nhu cầu của các cơ sở thương mại như khách sạn và nhà hàng, nơi có số lượng lớn chén đĩa cần được làm sạch. Quy trình được tiến hành ở nhiệt độ 65–71 °C (149–160 °F) và để đảm bảo vệ sinh bằng cách sử dựng bộ phận sấy tăng áp "súc rửa lần cuối" đạt tới nhiệt độ 82 °C (180 °F) hoặc sử dụng chất khử trùng hóa học.

## Thiết kế

### Kích thước và công suất
Máy rửa chén được lắp vào tủ bếp tiêu chuẩn có chiều rộng và chiều sâu tiêu chuẩn là 60 cm (Châu Âu) hoặc 24 in (61 cm) (Mỹ) và hầu hết các máy rửa chén phải được lắp vào khoang tối thiểu chiều cao 86 cm (Châu Âu) hoặc 34 in (86 cm) (Mỹ). Máy rửa chén di động có kích thước 45 và 60 cm (Châu Âu) hoặc rộng 18 và 24 in (46 và 61 cm) (Hoa Kỳ), với bánh xe và mặt bàn kèm theo.
Ngoài ra còn có máy rửa chén có kích cỡ theo tiêu chuẩn bồn inox của châu Âu. Các loại máy rửa chén có thể có thiết kế khoang rửa tiêu chuẩn hoặc khoang cao; loại máy có khoang tiểu chuẩn có hộp khoá có các tác vụ ở bên dưới cửa máy cho phép bảo trì và lắp đặt đơn giản hơn, nhưng loại có khoang máy cao có công suất lớn hơn khoảng 20% và cách âm tốt hơn khi có cửa trước liên tục.
Tiêu chuẩn quốc tế về công suất của máy rửa chén được thể hiện theo cách bố trí bát đĩa tiêu chuẩn. Máy rửa chén thương mại được đánh giá theo những chiếc đĩa mỗi giờ. Đánh giá được dựa trên những chiếc đĩa có kích thước tiêu chuẩn có cùng kích cỡ. Điều tương tự cũng có thể kể đến đối với máy rửa ly thương mại, vì chúng dựa trên những chiếc ly tiêu chuẩn, thông thường là loại ly pint.

### Kiểu dáng
Những chiếc máy ngày nay có bảng điều khiển đồng thời là cửa ngả ra phía trước, cho phép tiếp cận khoang rửa bên trong, thường chứa hai hoặc đôi khi ba giá đỡ kéo ra; giá đỡ cũng có thể được gọi là "giỏ".
Trong các đời máy cũ của Hoa Kỳ từ những năm 1950, toàn bộ khoang rửa kéo ra khi chốt máy được mở và chứa cũng như loại bỏ các vật phẩm có thể rửa được từ trên xuống, người sử dụng thò sâu vào ngăn chứa các vật phẩm.
Youngstown Kitchens, nơi sản xuất toàn bộ tủ bếp và bồn rửa, cung cấp một máy rửa chén kiểu bồn, được ghép nối với một bồn rửa nhà bếp thông thường như một bộ phận. Hầu hết các máy móc ngày nay cho phép đặt bát đĩa, đồ dùng bằng bạc, đồ cao và dụng cụ nấu ăn ở giá dưới, trong khi đồ thủy tinh, chén và đĩa được đặt ở giá trên.
Một ngoại lệ đáng chú ý là máy rửa chén được sản xuất bởi Maytag Corporation từ cuối thập niên 60 cho đến đầu những năm 1990. Những máy này được thiết kế để rửa được đồ thủy tinh, cốc và đĩa ở giá dưới, trong khi chén đĩa, đồ bằng bạc và các vật dụng cao được đặt vào giá trên. Thiết kế độc đáo này cho phép công suất lớn hơn và linh hoạt hơn trong việc chịu tải bát đĩa và nồi, chảo. Ngày nay, các mẫu máy "ngăn kéo bát đĩa" loại bỏ sự bất tiện của việc với xa mà chỉ cần thiết với các mẫu máy cũ. Những chiếc rổ để đồ dao kéo cũng dần phổ biến.
Máy rửa chén dạng ngăn kéo được Fisher & Paykel giới thiệu lần đầu tiên vào năm 1997, là một biến thể của máy rửa chén trong đó các giỏ trượt ra với cánh cửa giống như một ngăn kéo tủ hồ sơ, với mỗi ngăn kéo trong một mô hình ngăn kéo đôi có thể hoạt động độc lập với nhau.
Mặt trong của chiếc máy rửa chén ở thị trường Bắc Mỹ là thép không gỉ hoặc nhựa. Khoang inox chống nước cứng và giữ nhiệt giúp chén đĩa khô nhanh hơn. Điều này cũng đi kèm với một mức giá cao. Các mẫu máy cũ sử dụng khoang phủ men đã nung, trong khi một số sử dụng lớp phủ vinyl vào khoang thép, giúp bảo vệ khoang khỏi các thực phẩm có tính axit và giúp cách âm Máy rửa chén được sản xuất tại châu Âu có nội thất bằng thép không gỉ theo tiêu chuẩn, ngay cả trên các mẫu máy cấp thấp. Điều tương tự lý giải cho bộ phận làm mềm nước được tích hợp.

## Hình ảnh

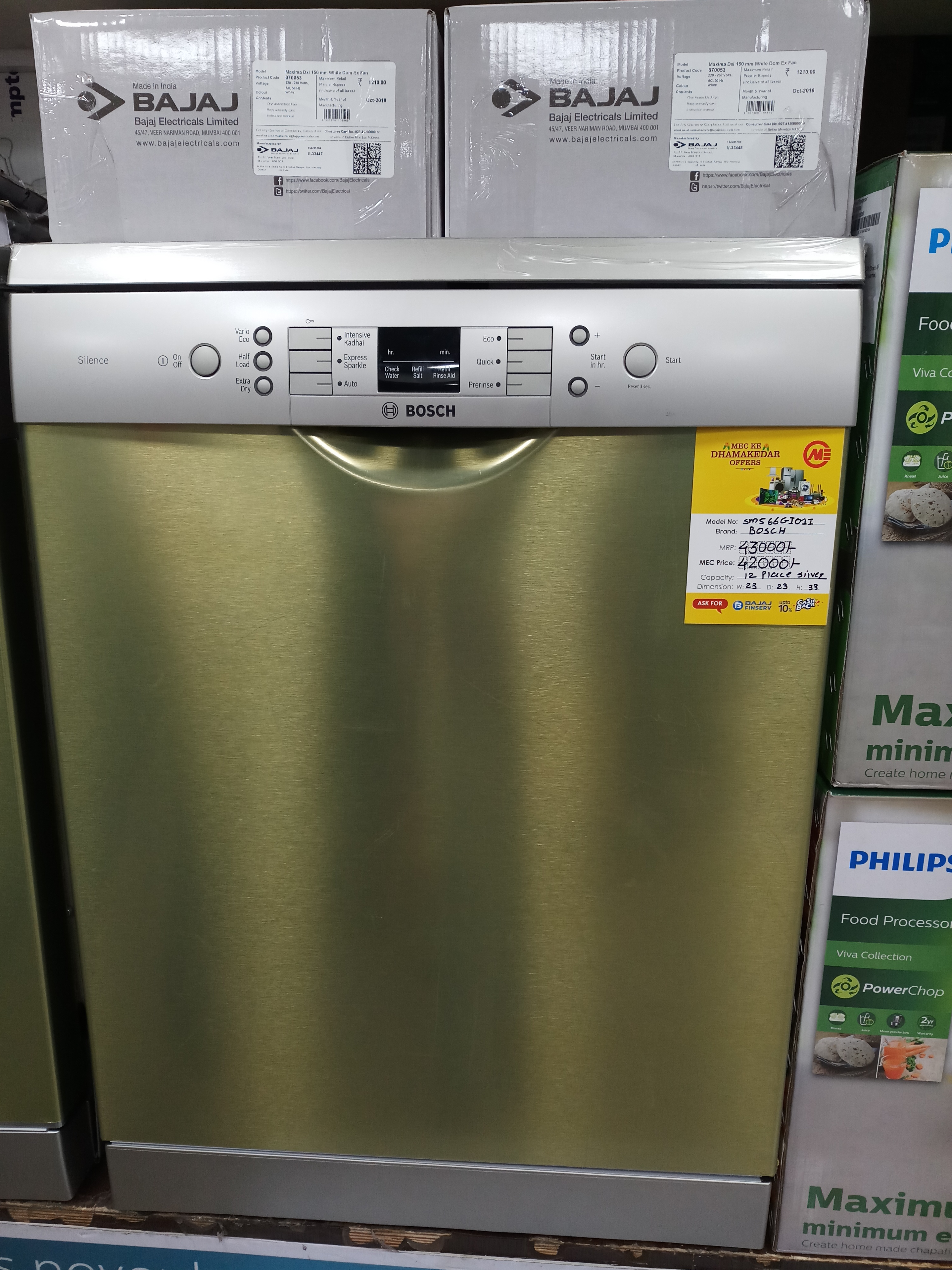
Máy rửa chén của thương hiệu Bosch
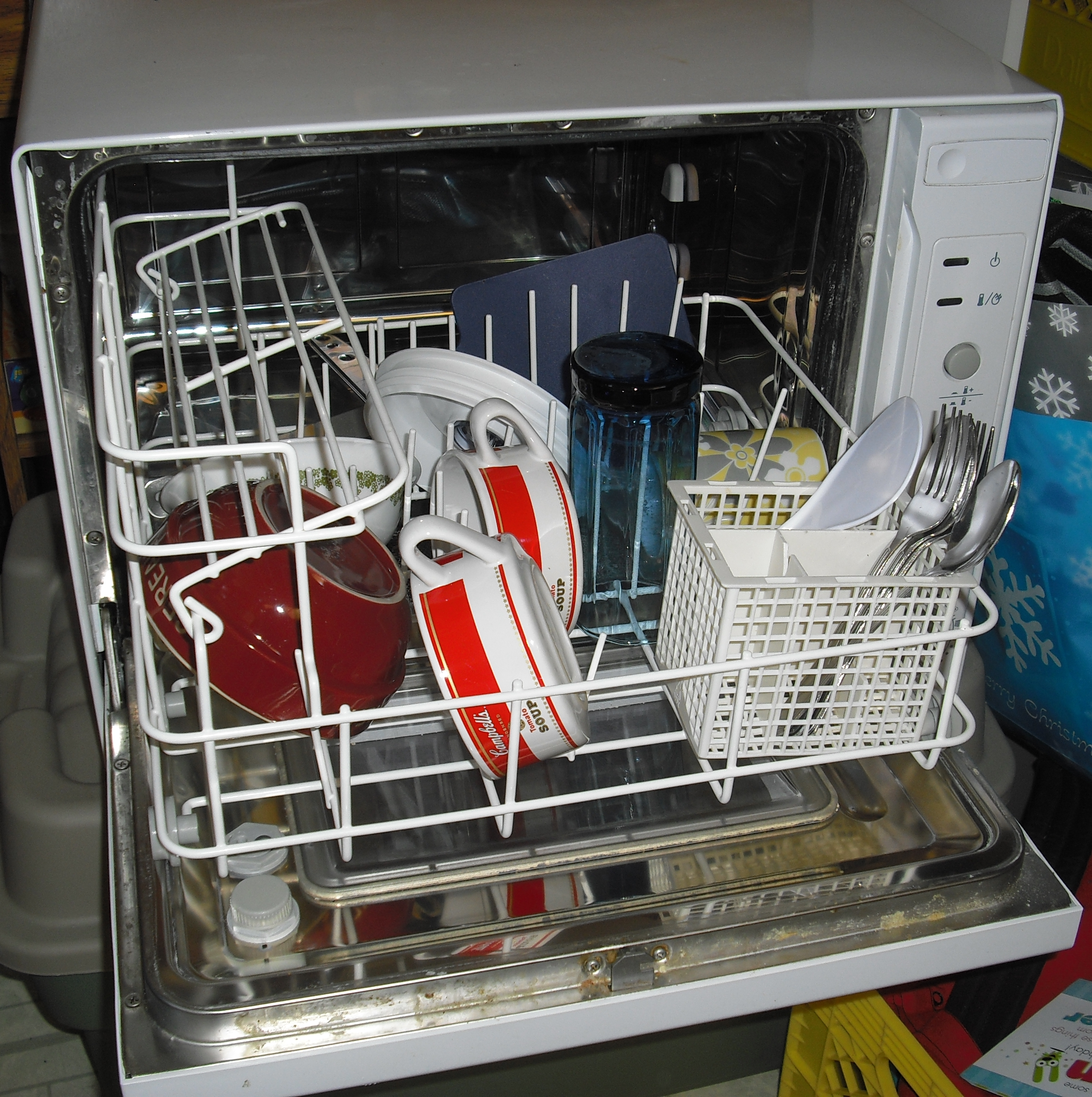
Tầng trên của máy rửa chén tại Bắc Mỹ
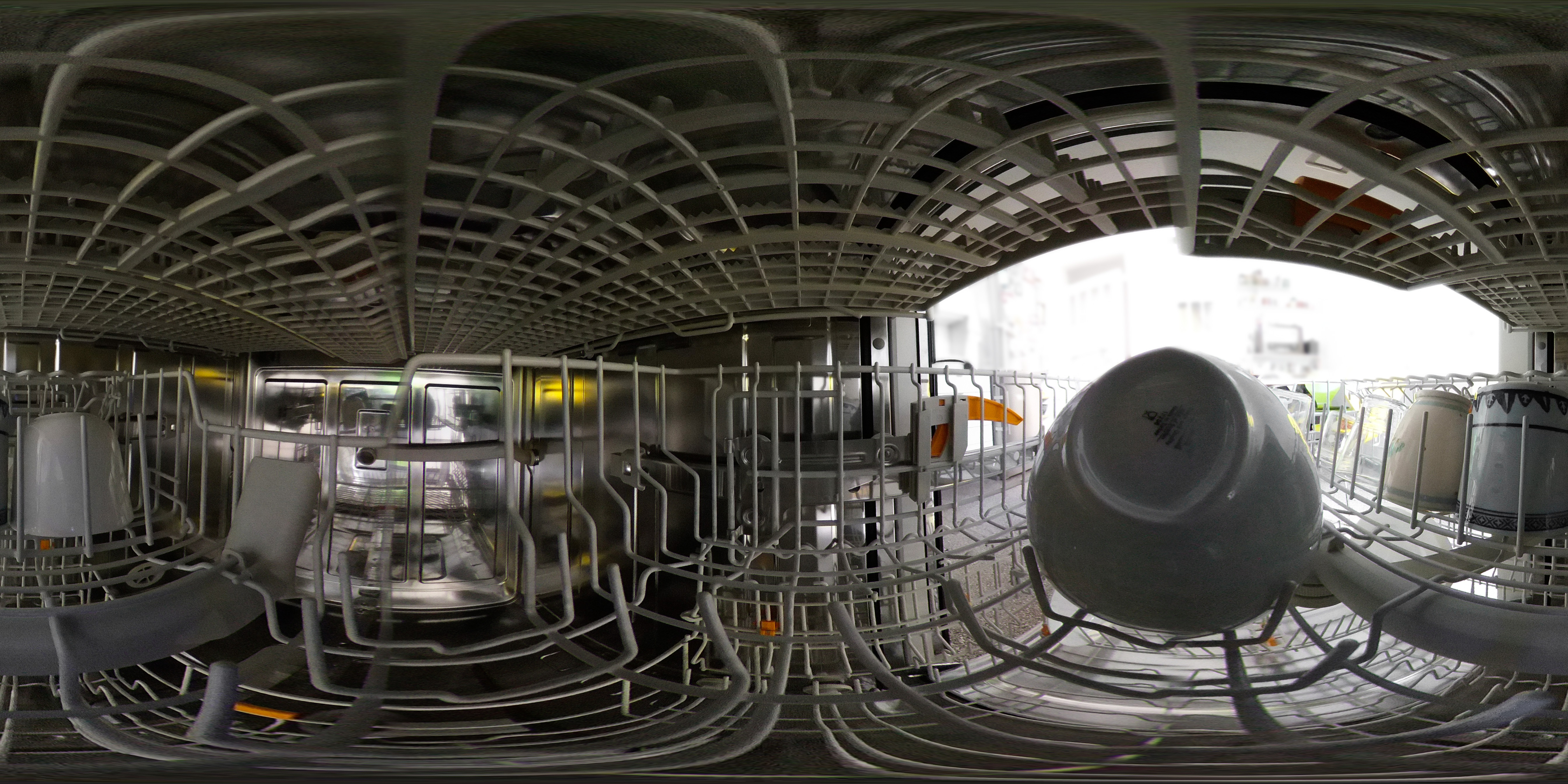
Bên trong máy rửa chén